# كيفن ماكوين
كيفن ماكوين (بالإنجليزية: Kevin McKeown)‏ هو لاعب كرة قدم بريطاني في مركز حراسة المرمى، ولد في 12 أكتوبر 1967 في غلاسكو في المملكة المتحدة. لعب مع نادي آير يونايتد ونادي إيست فيف ونادي بريتشين سيتي ونادي ستنهاوسموير ونادي ستيرلينغ ألبيون ونادي كروسيدرز ونادي كليفتونفيل ونادي كوليرين ونادي ماذرويل.